# 小行星1267
小行星1267（1267 Geertruida）是一颗围绕太阳公转的小行星。1930年4月23日，亨德里克·范根特在约翰内斯堡发现了此天体。
該小行星以荷蘭天學家格里特·佩爾斯的姐妹喬楚達（Geertruida）命名。
这颗小行星的绝对星等为267.18116等。